# الكسندر باترفيلد
الكسندر باترفيلد (بالإنجليزية: Alexander Butterfield)‏ هو ضابط أمريكي، ولد في 6 أبريل 1926 في بينساكولا في الولايات المتحدة.

## وصلات خارجية
- الكسندر باترفيلد على موقع الموسوعة البريطانية (الإنجليزية)